# دياني بورغ
دياني بورغ (بالإنجليزية: Diane Borg)‏ هي منافسة ألعاب القوى مالطية، ولدت في 12 سبتمبر 1990 في Pietà, Malta ‏ في مالطا.

## وصلات خارجية
- دياني بورغ على موقع الاتحاد الدولي لألعاب القوى (الإنجليزية)
- دياني بورغ على موقع أوليمبيديا (الإنجليزية)
- دياني بورغ على موقع اتحاد ألعاب الكومنولث (مؤرشف) (الإنجليزية)